# Taddeo di Bartolo

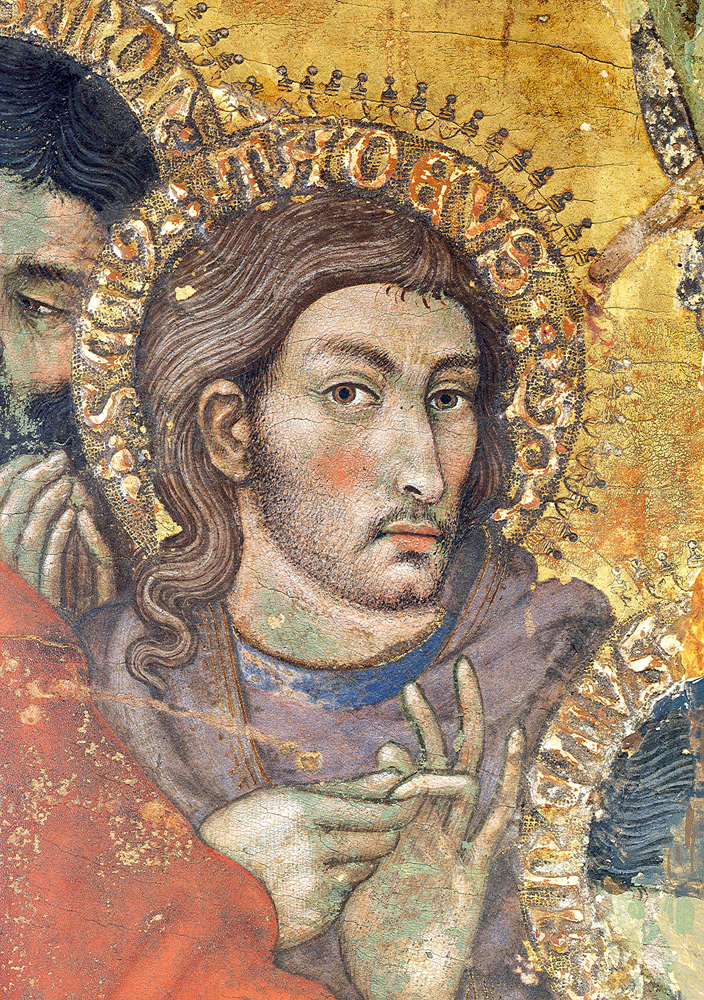
Supuesto autorretrato de Taddeo di Bartolo como Judas Tadeo, detalle del políptico de Montepulciano.

Taddeo di Bartolo (Siena, 1362 o 1363 - Siena, 26 de agosto de 1422) fue un artista del gótico italiano perteneciente a la Escuela sienesa.

## Biografía
Nació en Siena, hijo del barbero Bartolo di Mino. Se encuentra documentado por primera vez en 1386, pintando estatuillas de ángeles para el coro de la Catedral de Siena. En 1389 ya figura en la lista de los pintores sieneses. Buena parte de su carrera más temprana se desarrolló en Pisa y San Gimignano, donde dejó diversas obras que son prueba de su talento.
Su primer estilo se caracteriza por la elegancia de las figuras y los elaborados drapeados de éstas, que lo hacen heredero de la mejor tradición sienesa, representada en la generación anterior por artistas de la talla de Simone Martini o Ambrogio Lorenzetti. Sin embargo, fue un artista de talante conservador, aunque sus frescos en el Palazzo Publico de Siena avanzarían temas que se harían muy populares durante la época del Renacimiento.

## Obras destacadas

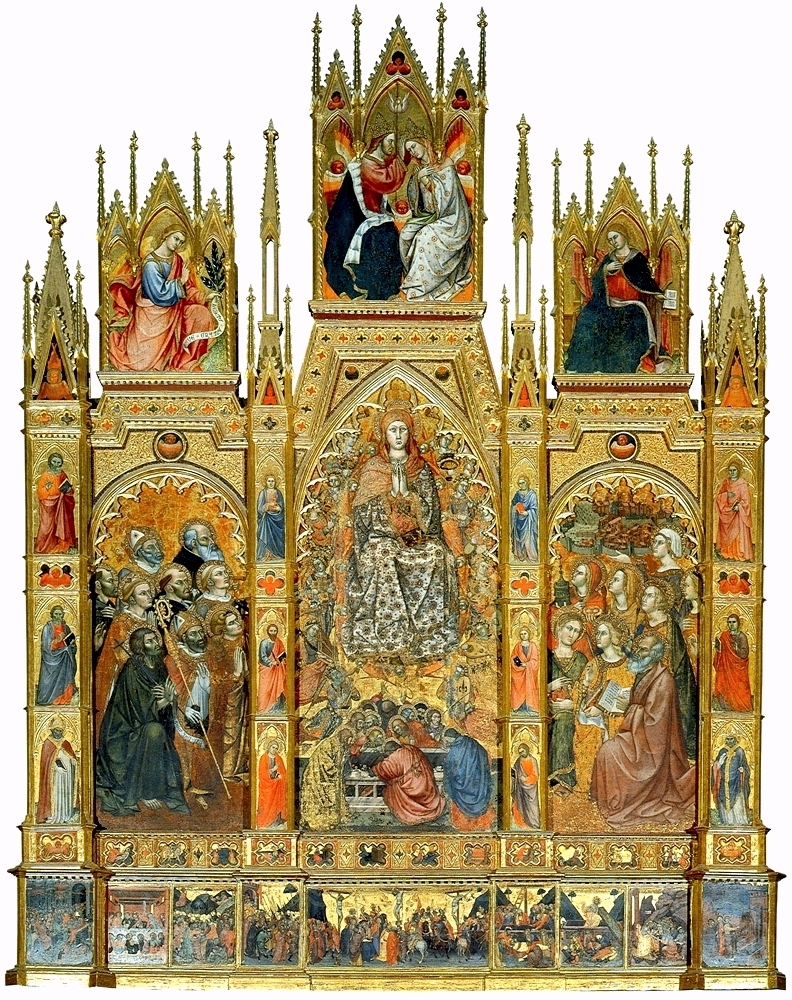
Políptico de Montepulciano

- Virgen con el Niño y santos (1389, Colección privada)
- Predela del Políptico de Collegarli: San Antonio Abad, San Andrés, Virgen de los Dolores, Varón de Dolores, San Juan Evangelista, arcángel San Rafael y San Lorenzo (1389, Philadelphia Museum of Arts)
- San Geminiano (1391, Museo Civico, San Gimignano)
- Frescos del Duomo de San Gimignano (1393)
  - Bautismo de Cristo
  - Juicio Final
- Virgen con el Niño entre San Andrés y San Juan Bautista (1395, Museum of Fine Arts, Budapest)
- Virgen con el Niño' (1400, Fine Arts Museum, San Francisco)
- Virgen con el Niño (1400, Petit Palais, Aviñón)
- Predela: Jesucristo y los Doce Apóstoles (1400, Metropolitan Museum, NY)
- Políptico de la Asunción de la Virgen (1401, Duomo de Montepulciano)
- Santo Tomás de Aquino envía el oficio del Corpus Domini al papa Urbano IV (1403, Philadelphia Museum of Arts)
- Crucifixión (1403, Museo del Louvre, París)
- Políptico de San Francesco al Prato (1403, Galleria Nazionale dell'Umbria)
- Coronación de la Virgen (1405, University of Arizona Museum of Art)
- Frescos de la Cappella dei Signori (1406-09, Palazzo Publico, Siena)
  - Funeral de la Virgen
- Santa Catalina de Alejandría (1410, New Orleans Museum of Art)
- Obispo bendiciendo (1410, New Orleans Museum of Art)
- Virgen con el Niño (1410, Philbrook Museum of Art)
- Santiago el Mayor (1410, Memphis Brooks Museum of Art)
- San Juan Bautista (1410, Memphis Brooks Museum of Art)
- Frescos del Palazzo Publico (1414, Siena)
  - Apolo y Atenea
  - César y Pompeyo